# Kék tengeri csillag
A kék tengeri csillag (Linckia laevigata) a tengericsillagok (Asteroidea) osztályának Valvatida rendjébe, ezen belül az Ophidiasteridae családjába tartozó faj.
A Linckia tengericsillagnem típusfaja.

## Előfordulása
A kék tengeri csillag előfordulási területe az Indiai-óceán és a Vörös-tenger. A Vörös-tengertől egészen a Dél-afrikai Köztársaságig sokfelé megtalálható. Továbbá számos indiai-óceáni sziget part menti vízében fellelhető.

## Életmódja
Kizárólag a tengervízben él.
Az Astroxynus culcitae, Stellicola flexilis, Stellicola illgi, Stellicola novaecaledoniae, Stellicola pollex, Stellicola semperi és Stellicola caeruleus nevű evezőlábú rákok élősködnek ezen a tengericsillagfajon.